# Сканер киноплёнки
Ска́нер киноплёнки — устройство для преобразования изображения на киноплёнке в цифровые видеофайлы высокого разрешения. Главное отличие от телекинопроектора — возможность получения вместо видеосигнала цифрового массива данных, пригодного для использования в кинопроизводстве по цифровой технологии Digital Intermediate. При сканировании может быть оцифрован как оригинальный негатив, так и фильмокопия или контратип. 

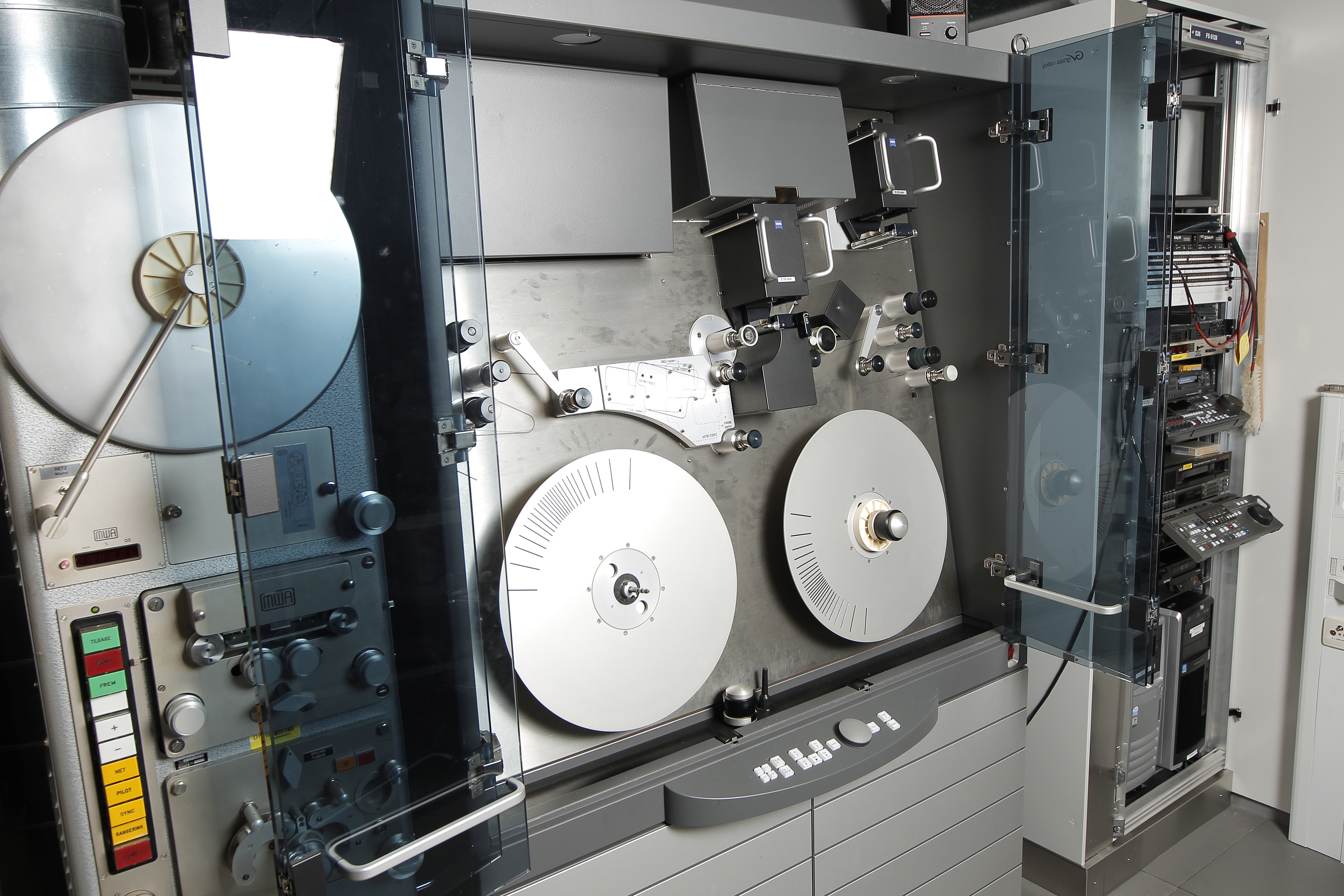
Сканер киноплёнки «Spirit DataCine»

Кроме перевода  изображения, некоторые сканеры позволяют оцифровывать оптическую или магнитную совмещённые фонограммы фильмокопий для получения полной цифровой копии фильма и мастеринга оптических видеодисков или последующей телетрансляции. При сканировании негатива или рабочего позитива для последующего монтажа, сканер считывает штриховой код футажных номеров, пропечатанных на краю киноплёнки. Ещё одна область применения сканеров киноплёнки — архивирование киноматериалов и реставрация фильмов.

## Технология
Наиболее распространённые сканеры рассчитаны на киноплёнку шириной 16-мм и 35-мм, и обеспечивают очень высокую разрешающую способность, обозначаемую в цифровом кинематографе, как 2К, 3К и 4К. Это соответствует примерно 2000, 3000 и 4000 пикселей по длинной стороне кадра. Существуют сканеры с разрешением до 8К, достигаемым с 65-мм широкоформатного негатива. Большинство моделей сканеров пригодны для оцифровки сразу нескольких форматов плёнки, а некоторые пригодны для любых существующих.
Сканеры могут использовать как прерывистое, так и непрерывное движение киноплёнки, в зависимости от применяемой технологии сканирования. На сегодняшний день таких технологий три: «бегущий луч» с электронно-лучевыми трубками, линейные однострочные ПЗС-матрицы и кадровые прямоугольные ПЗС- или КМОП-матрицы, аналогичные применяемым в цифровых фотоаппаратах и видеокамерах. В качестве источника света в различных типах сканеров применяются специальные кинескопы, галогеновые и ксеноновые лампы или светодиоды. 
- Сканеры с «бегущим лучом», как правило, являются высококачественными телекинопроекторами и легко перенастраиваются на любой формат киноплёнки от 8-мм до 70-мм[7]. Они позволяют подстраивать кадровую частоту вплоть до стоп-кадра и редактировать изображение непосредственно во время процесса. Движение киноплёнки в таких сканерах — непрерывное. Недостатком таких сканеров является невысокое качество оцифровки, обычно соответствующее параметрам телевидения стандартной чёткости.

- Сканеры, оснащённые линейными однострочными матрицами, так же используют непрерывное движение киноплёнки что особенно предпочтительно при работе со старыми кинокартинами, когда использование грейфера недопустимо[8]. В фильмовом канале таких сканеров устанавливаются три светочувствительных линейки, каждая из которых освещается светом, прошедшим через красный, зелёный или синий светофильтры[7]. В результате, каждая из линеек, мимо которых с постоянной скоростью движется плёнка, формирует своё цветоделённое изображение, которое затем преобразуется в кадровой памяти сканера в полноцветное. Большинство таких сканеров кроме трёх основных линеек оснащается четвёртой, чувствительной к инфракрасному излучению, беспрепятственно пропускаемого красителями киноплёнки, но задерживаемому её дефектами. Это позволяет осуществлять программную очистку изображения от механических повреждений. Недостатками такой технологии сканирования являются возможность редактирования изображения только в полученных файлах[7].

- Использование кадровых светочувствительных сенсоров предусматривает прерывистое движение киноплёнки при помощи скачкового механизма. Цветоделение в таких сканерах может осуществляться при помощи оптического разделения света, как в видеокамерах 3CCD, цветоделительной решёткой Байера, встроенной непосредственно в матрицу, или последовательным считыванием каждого кадрика при его освещении светодиодами красного, зелёного и синего цвета. Технология последнего типа применяется в сканерах «Аррискан» (англ. Arriscan) фирмы Arri и основана на использовании матрицы без массива цветных фильтров, что повышает качество сканирования, но существенно замедляет процесс[9]. В сканерах этой фирмы, как и в некоторых других, существует режим двухпроходного сканирования каждого кадрика для получения расширенного динамического диапазона при последующем суммировании двух полученных с разной экспозицией изображений[5]. Эта технология сходна с HDRI и позволяет получать качественные изображения контрастных сюжетов, полностью используя фотографическую широту негатива.

В отличие от телекинопроектора, выдающего аналоговый видеосигнал или сжатый видеопоток, сканер преобразует изображение с киноплёнки в последовательность цифровых файлов, каждый из которых содержит несжатый скан отдельного кадрика. Полученные данные сохраняются на жестком диске или твёрдотельных накопителях. Наиболее часто при этом используются специальные форматы файлов Cineon, DPX и TIFF, пригодные для хранения несжатого изображения по технологии RAW. Это позволяет переводить информацию с киноплёнки практически без потерь, но требует больших объёмов дискового пространства. Стандарт Cineon специально разработан для сканирования киноплёнок с максимальным динамическим диапазоном. В отличие от телекинопроекции, осуществляемой со стандартными частотами 23,976 или 25 кадров в секунду, сканирование происходит при пониженной частоте смены кадров для обеспечения максимального качества. Как правило, это частота в 4-8 кадров в секунду, однако для достижения высокого качества, сканирование каждого кадрика может занимать несколько секунд, понижая частоту до 0,1—0,25 кадров в секунду. Средняя скорость сканирования для современных сканеров составляет 2 кадра с секунду, и на оцифровку негатива полнометражного фильма уходит от нескольких недель до месяца.
Современная технология предусматривает высококачественное сканирование только тех участков оригинального негатива, которые будут использованы в фильме. При этом первоначальное сканирование со стандартной чёткостью выполняется для всего рулона, а после завершения чернового монтажа составляется лист монтажных решений с записью координат участков негатива, которые войдут в готовый фильм. После ультразвуковой очистки рулоны заряжаются в сканер, который выполняет сканирование нужных отрезков, сокращая временные затраты.

## Обработка изображения
Полученные с кинонегатива данные называются Digital Intermediate и в дальнейшем редактируются при помощи компьютера, позволяя производить большинство стадий фильмопроизводства в цифровом виде. Нелинейный монтаж фильма и цветокоррекция изображения производится специальным программным обеспечением. Монтаж и синхронизация фонограммы также проходят на цифровом оборудовании с использованием временного кода. Полученный фильм может быть вновь отпечатан на киноплёнке фильм-рекордером или показан в кинотеатре цифровым кинопроектором непосредственно с цифрового носителя. Оцифровка киноплёнки также необходима при мастеринге оптических видеодисков с копиями фильма и при цифровой реставрации. При этом, наилучшие результаты получаются при сканировании оригинального негатива фильма и оцифровке оригинальной фонограммы, полученной при перезаписи во время монтажно-тонировочного периода на киностудии.

## Производители
Ключевыми производителями сканеров для киноплёнки являются Kodak, Arri, Kinoton, P+S Technik, Lasergraphics, FilmLight Limited, Cintel, Spirit DataCine, IMAGICA Corporation и другие. Разработки отечественных сканеров для 70-мм киноплёнки ведутся специалистами НИКФИ. Разрабатываемые устройства предназначаются, главным образом, для оцифровки архивов российского Госфильмофонда.